# Województwo bracławskie
Województwo bracławskie – województwo Rzeczypospolitej, część prowincji małopolskiej. Utworzone w 1566, na sejmie w Lublinie w roku 1569 przyłączone do Korony. Województwo obejmowało wschodnią część Podola, zwanego Podolem litewskim lub Podolem ukrainnym.
W XVII wieku w województwie bracławskim szlachta stanowiła zaledwie 1% mieszkańców, co było jednym z najniższych udziałów tej ludności w ogóle mieszkańców na terenie Rzeczypospolitej.

## Historia
Stolicą województwa był Bracław, jednak później nieformalną siedzibą wojewodów stała się Winnica. Zezwoleniem sejmu 1654 roku sejmiki, sądy oraz akta ziemskie i grodzkie przeniesiono do Winnicy. Pierwszym wojewodą został Roman Sanguszko.
W 1589 r. nadano województwu herb – na czerwonym krzyżu błękitna tarcza ze złotym półksiężycem. Województwo było podzielone na 2 powiaty: winnicki i bracławski (składający się z dwóch obwodów: bracławskiego i zwinogrodzkiego). Województwo bracławskie miało dwóch senatorów większych: wojewodę i kasztelana bracławskich: posłów na sejm wybierało sześciu, to jest po dwóch z powiatu, utrzymując nominalnie, choć nie faktycznie, istnienie powiatu zwinogrodzkiego.

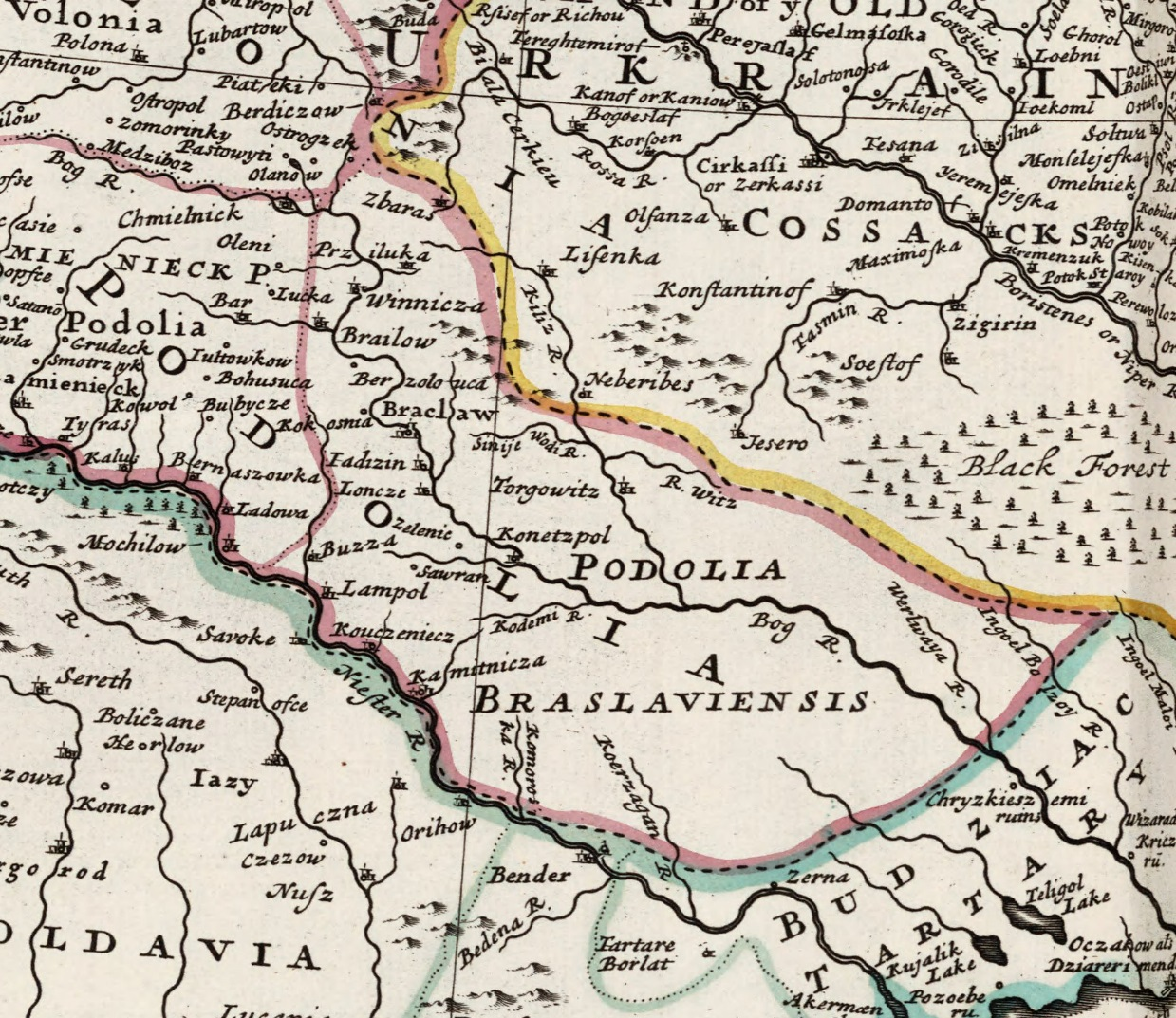
Województwo Bracławskie (Podolia Braslaviensis - Podole Bracławskie) w roku 1732 na mapie Hermana Molla. Uwidocznione miasta Stara Pryłuka (Prziluka), Winnica (Winnicza), Brajłów (Brailow), Bracław, Ładyżyn (Fadizin), Targowica (Torgowitz), Jampol (Lampol), Busza (Buzza), Kamionka (Kamitnicza), Sawrań (Konietzpol).

Województwo bracławskie leżało na Podolu ukrainnym , w odróżnieniu od Podola właściwego, które obejmowało województwo podolskie. Sejm Czteroletni utworzył formalnie w 1791 czwarty powiat nadbohski jednak z powodu wojny z Rosją i rozbiorów Polski decyzji nie wprowadzono w życie.
W myśl unii hadziackiej województwo miało być częścią Księstwa Ruskiego.
W XVIII wieku województwo było terenem licznych napadów band hajdamackich. Tylko w samym roku 1750 Kozacy z Zaporoża i Ukrainy Lewobrzeżnej zrujnowali 27 miast i 111 wsi w województwie bracławskim, co stanowiło ponad połowę wszystkich miast i ponad 10% wsi tego regionu.
Sejmik poselski i sejmik deputacki odbywał się w mieście Winnica.

## Niektórzy  wojewodowie
- Roman Sanguszko od 1569
- Janusz Zbaraski od 1576
- Stanisław Rewera Potocki (1631–1636)
- Andrzej Potocki (od 1661)
- Stanisław Antoni Świdziński (1739-1755)
- Stanisław Lubomirski (od 1764)

## Granice

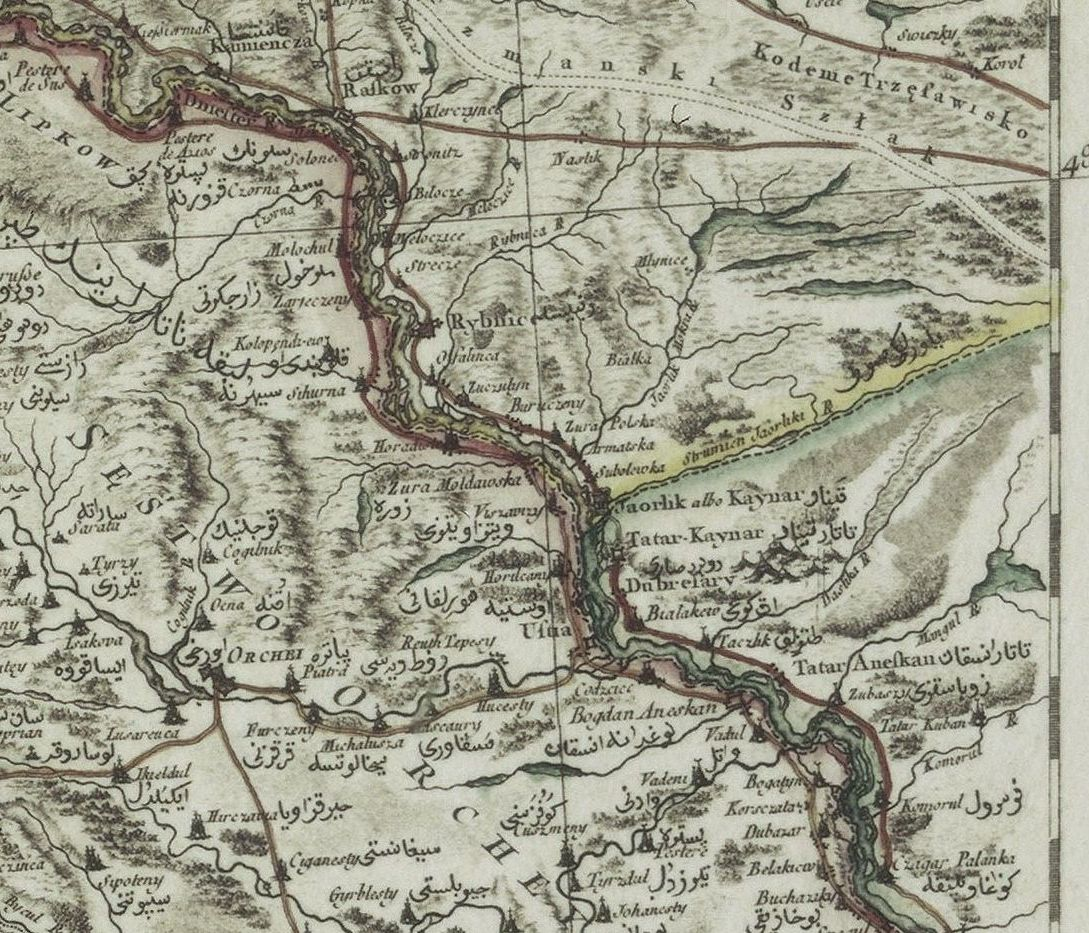
Mapa z 1772 r. pokazująca południową część województwa

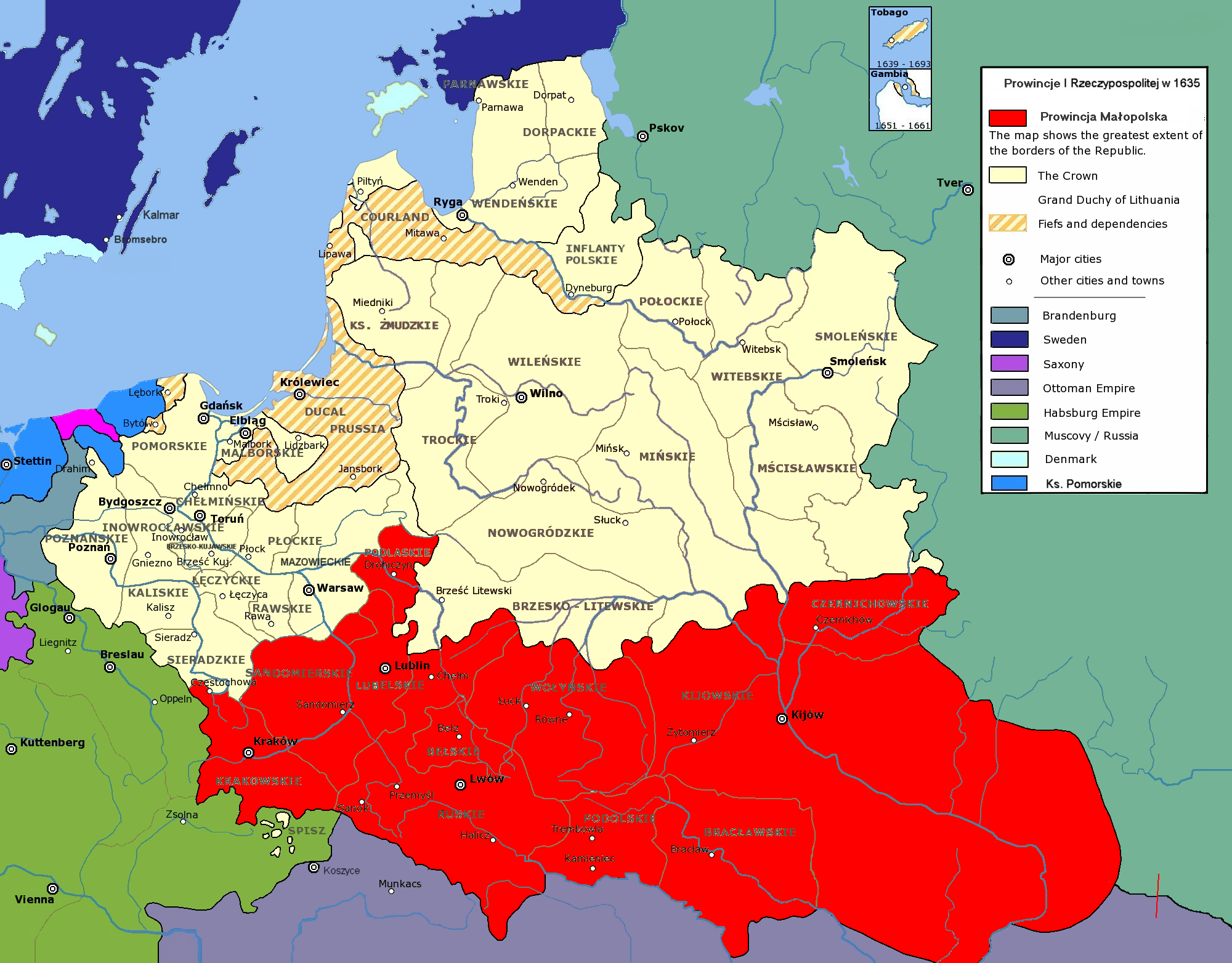
Małopolska prowincja Korony Polskiej (na czerwono) z zaznaczonym województwem bracławskim, 1635

Na zachodzie granicą była od Podola rzeka Murachwa, na południo-zachodzie od strony Wołoszczyzny Dniestr.
Granica od północno-wschodniego krańca Podola, z okolicy Ułanowa, i skierowana Czarnym szlakiem pomiędzy Teterwią, Hniłopiatem i Rastawicą z jednej strony, a Śniwodą, Deśnicą i dopływami górnej Rosi z drugiej. Stefan Batory w 1584 roku w przywileju dla miasta Korsunia, za linię graniczną dwóch województw ukrainnych (Kijowskiego i Bracławskiego) przeznaczył Uhorski Tykicz (poczynając od Woronnego). Granica południowo-wschodnia województwa Bracławskiego biegła od Dniestru, znacznie niżej Kuczurhanu przez Kujalnik i Teliguł do rzeki Boh, powyżej ujścia Czyczaklei, gdzie znajdował się zamek turecki Bałaklej nad rzeką Suchą. Stamtąd granica biegła do Ingułu w punkcie, przez który prowadził „szlak Czarny”, idący ku Targowicy poniżej „Czarnego lasu”.
Przebieg granicy województwa aż do XVIII w. stanowił przedmiot sporów i ustaleń komisji granicznych. Ostatnia z nich w 1755 roku potwierdziła przebieg północnej granicy z województwem kijowskim wzdłuż tzw. czarnego szlaku, którego dokładny przebieg nie jest do końca znany. Terenem spornym było tutaj tzw. Zarosie (Заросье), czyli obszar położony na południe od rzeki Roś i na zachód od Dniepru. Do końca XVIII w. nie zostało przeprowadzone ostateczne rozgraniczenie województw w tym rejonie. Dyskusja w nauce na temat przebiegu tej granicy trwa od wielu lat, m.in. w pracach M. Krykuna.

## Opisy
... Pszczelnictwo najznakomitsze tam było z całéj Polski, i stale zawsze kwitnące; kukuruzy też znaczne czyniono w polach zasiewy, tuczone nią bydło wzbogacało mieszkańców. Ziberano téż w polach wyborne kawony; i winogrona bujnie rosną w licznych ozdobnych winnicach. O tej krainie rzec można: płynęła mlékiem i miodem. Podole i Ukraina ku sobie zwabić nie mogły tych, którzy w Bracławszczyźnie na Pobereżu zamieszkali. Dniestr pięknością swoją wszystkie polskie przewyższa rzeki. To województwo zaludniło się pod opiekuńczym skrzydłem szlachetnego rodu Koniecpolskich, którzy w tym województwie 740 dziedzicznych wsi mieli.